# W Series 2020
Navigation
2019 2021
La W Series 2020 était un championnat de course automobile prévu pour être la deuxième saison de W series, un championnat automobile de Formule Régionale réservé aux femmes.
Le 4 juin, le championnat a été annulé en raison de la pandémie de Covid-19. Un championnat eSport de 10 épreuves a été organisé à sa place sur iRacing, remporté par Beitske Visser,.

## Sélection des pilotes
Les douze meilleures pilotes de la saison 2019 étaient automatiquement qualifiées pour la saison 2020.
15 autres pilotes participèrent à des tests en Espagne en septembre 2019,,,.
Certaines ne furent pas retenues, tandis que d'autres ont choisi un programme incompatible avec le championnat.
2 autre pilotes devaient être annoncées, portant ainsi le nombre de participantes à 20, mais à la suite de l’annulation de la saison 2020, elles n'ont pas été dévoilées.
Le championnat eSports a justement retenu Gosia Rdest, Naomi Schiff et Caitlin Wood (en provenance de la saison 2019) comme participantes à temps plein, ainsi que Hannah Grisham et Gabriela Jílková (en provenance des tests de septembre) comme pilotes invitées à certaines courses.

## Pilotes qualifiées
| #        | Pilotes              |
| -------- | -------------------- |
| 05       | Fabienne Wohlwend    |
| 07       | Emma Kimiläinen      |
| 11       | Vicky Piria          |
| 17       | Ayla Ågren (en)      |
| 19       | Marta García         |
| 21       | Jessica Hawkins      |
| 22       | Belén García         |
| 26       | Sarah Moore (en)     |
| 27       | Alice Powell         |
| 31       | Tasmin Pepper (en)   |
| 32       | Nerea Martí          |
| 37       | Sabré Cook (en)      |
| 44       | Abbie Eaton (en)     |
| 51       | Irina Sidorkova      |
| 55       | Jamie Chadwick       |
| 85       | Miki Koyama          |
| 95       | Beitske Visser       |
| 97       | Bruna Tomaselli (en) |
| Source : |                      |

| Sarah Bovy        | Megan Gilkes       |
| Esmee Hawkey (en) | Shea Holbrook (en) |
| Vivien Keszthelyi | Gosia Rdest (en)   |
| Naomi Schiff      | Caitlin Wood (en)  |

| Courtney Crone  | Michelle Gatting |
| Hannah Grisham  | Chelsea Herbert  |
| Anna Inotsume   | Gabriela Jílková |
| Katherine Legge | Abbie Munro      |

## Calendrier
Il était prévu que la série continue d'accompagner le DTM, Tandis que 2020 aurait dû voir le championnat rejoindre également la Formule 1 sur 2 Grands Prix.
| Round | Circuit                      | Date   |
| ----- | ---------------------------- | ------ |
| A     | Igora Drive                  | Annulé |
| A     | Anderstorp Raceway           | Annulé |
| A     | Autodromo Nazionale di Monza | Annulé |
| A     | Norisring                    | Annulé |
| A     | Brands Hatch                 | Annulé |
| A     | TT Circuit Assen             | Annulé |
| A     | Circuit of the Americas      | Annulé |
| A     | Autódromo Hermanos Rodríguez | Annulé |